# Il regalo più grande
"Il Regalo Più Grande" é uma canção do cantor italiano Tiziano Ferro. A canção foi composta pelo próprio cantor e lançada em 9 de janeiro de 2009 como segundo single de seu quarto álbum de estúdio, Alla mia età (2009).
A canção ganhou duas versões em espanhol, intitulada "El Regalo Más Grande", a primeira apenas com os vocais de Ferro, a segunda com as cantoras mexicanas Anahí e Dulce María para América Latina e a terceira com a cantora Amaia Montero para a Espanha. Uma versão em italiano foi gravada com as cantoras mexicanas, mas não foi lançada.

## Vídeo musical
O videoclipe foi gravado em Nova Iorque e dirigido por Gaetano Morbioli, ao qual foram posteriormente acrescentadas cenas de Amaia gravadas sozinha em Madrid.
A outra versão em espanhol do vídeo incluía simplesmente cenas com Anahí e Dulce María.

## Lista de faixas
Download digital / EP (Itália)
1. "Il Regalo Più Grande" – 3:48
2. "El Regalo Más Grande" – 3:48
3. "Il Regalo Più Grande" (Instrumental) - 3:53

Download digital (América Latina)
1. "El Regalo Más Grande" (com Anahí e Dulce María) – 3:49

Download digital (Espanha)
1. "El Regalo Más Grande" (com Amaia Montero) – 3:49

## Desempenho comercial

### Tabelas semanais
| Chart (2009)  | Melhor posição |
| ------------- | -------------- |
| Itália (FIMI) | 2              |

| Chart (2009) | Melhor posição |
| ------------ | -------------- |
| Panamá (EFE) | 1              |

| Chart (2009)         | Melhor posição |
| -------------------- | -------------- |
| Espanha (PROMUSICAE) | 11             |

### Tabelas anuais
| Chart (2009)  | Position |
| ------------- | -------- |
| Itália (FIMI) | 15       |

### Certificados
| Região               | Certificação | Vendas  |
| -------------------- | ------------ | ------- |
| Itália (FIMI)        | Platina      | 20 000* |
| Espanha (PROMUSICAE) | Platina      | 40 000^ |

## Prêmios e indicações
| Ano  | Prêmio                     | Recipiente                                       | Categoria                                     | Resultado |
| ---- | -------------------------- | ------------------------------------------------ | --------------------------------------------- | --------- |
| 2009 | Premios People en Español  | "El Regalo Más Grande" (com Anahí e Dulce María) | Colaboração do Ano                            | Indicado  |
| 2009 | Premios Juventud           | "El Regalo Más Grande" (com Anahí e Dulce María) | A Combinação Perfeita                         | Indicado  |
| 2009 | Los Premios 40 Principales | "El Regalo Más Grande" (com Amaia Montero)       | Melhor Canção Internacional                   | Indicado  |
| 2009 | Premio Videoclip Italiano  | "Il Regalo Più Grande"                           | Melhor Vídeo Musical por Um Artista Masculino | Venceu    |